# Arnout Colnot
Arnout Jacobus Gustaaf Colnot (Amsterdam, 26 januari 1887 – Bergen (NH), 14 juli 1983) was een Nederlands schilder, graficus, tekenaar en lithograaf. Hij is de vader van Guustaaf Colnot en de kunstschilders Karel Colnot en Clara Colnot. Hij wordt gerekend tot de Bergense School.

## Levensloop
Hij woonde van 1913–1932 in het Noord-Hollandse Bergen, een plaats waar in die tijd veel kunstenaars woonden en werkten in de schilderstrant van de Bergense School. Van 1943–1969 woonde hij in Amsterdam. Aan het eind van zijn leven woonde hij weer in Bergen.
Hij heeft verschillende kunstreizen gemaakt, o.a. naar Brugge en Parijs. Hij was lid van Arti et Amicitiae (Amsterdam) en de Vereeniging Sint Lucas. Hij is de leraar van Kees Boendermaker en Rinus Duin.

## Werk
Arnout Colnot is grotendeels autodidact. Hij heeft tussen 1901 en 1907 zijn artistieke vorming mede ontvangen op het decoratie-atellier van Jan Maandag. Zijn werk vertoont kenmerken van de Bergense School, een stroming die figuratie kent met kubistische invloeden en een expressionistische toets in donkere tinten.
Hij heeft bomen, figuurvoorstellingen, interieurs, landschappen, winterlandschappen, maanlichtlandschappen, boslandschappen, portretten, stadsgezichten, dorpsgezichten en stillevens geschilderd. Zijn werk 'stilleven met korhanen' bevindt zich in de collectie van het van Abbemuseum in Eindhoven. Van Arnout Colnot bevonden zich 274 werken in de Collectie Boendermaker.

## Prijzen
- St. Lucasprijs
- 1937 Zilveren medaille op de wereldtentoonstelling in Parijs
- 1948 Arti-medaille (Arti et Amicitiae)

## Openbare collecties
- Stedelijk Museum Alkmaar
- Museum Kranenburgh in Bergen (NH)
- Museum De Wieger in Deurne
- van Abbemuseum in Eindhoven.